# Антисоветские демонстрации в Литовской ССР (1956)
Демонстрации в Литовской ССР, 
также Вечерние мероприятия (лит. Vėlinių įvykiai) — стихийные антисоветские выступления в Каунасе и Вильнюсе, произошедшие 2 ноября 1956 года. Протесты были вдохновлены Венгерской революцией. Демонстрации были разогнаны милицией. Самых активных участников демонстраций посадили в тюрьму, студентов, принимавших участие в мероприятиях, отчислили из вузов.

## События
В мероприятиях приняло участие много молодежи. По словам историка Рамоюса Крауялиса, причиной этого стал повсеместный интерес молодежи к прослушиванию западных радиостанций, которые в 1956 году сообщили о Венгерском восстании и протестах в Польше.

### Каунас
2 ноября вечером на старом кладбище Каунаса, у памятника «Погибшим за Отечество» собралось около 10 000 человек, большую часть толпы составляли старшеклассники и студенты. Был исполнен довоенный гимн Литвы, прозвучали патриотические и религиозные песни, лозунги «Свободу Литве» и «Руки прочь от Венгрии». Собравшиеся сделали как минимум два литовских флага из шарфов и шалей.
По мере роста энтузиазма собравшиеся на кладбище вышли на улицы города. Милиция и армия препятствовали движению толпы, арестовывали наиболее активных участников. Шествие повернуло на аллею Лайсвес в сторону здания Исполнительного комитета[прояснить] Коммунистической партии и Совета депутатов трудящихся (нынешнее здание Каунасского городского самоуправления). Аллея Лайсвес возле Главпочтамта была заблокирована колонной солдат и припаркованными автомобилями. Достигнув этого барьера, участники шествия не осмелились вступить в столкновение с армейскими силами и разошлись.

### Вильнюс
В Вильнюсе акция прошла на кладбище Расу, в ней приняли участие около 200 человек. По словам участника Зигмаса Тамакаускаса, тогдашнего студента второго курса, он и его однокурсники собрались на могиле Йонаса Басанавичюса, где студенты зажгли свечи и начали читать стихи литовских поэтов, произносить патриотические речи и петь. Как и в Каунасе, прозвучал гимн Литвы. Обсуждались события в Венгрии. Собравшаяся толпа, в основном студенты, двинулась в город, распевая национальные песни и скандируя «Да здравствует свобода!» и «Да здравствует Венгрия!».
Толпа от кладбища Расу повернула к Острой браме, где и их встретила милиция. После того как участники шествия прорвали ряды милиции, была вызвана армия. Правительственные силы разгоняли толпу на мелкие группы и арестовывали отдельных лиц.

## Последствия

### Репрессированные участники
В Каунасе охрана и милиция задержали 85 участников демонстрации, в основном студентов. Некоторые из них, Ю. Будрявичюс, Г. Пискунов, Ю. Старкаускас и А. Вирбалис, были приговорены к тюремному заключению. Наиболее активные участники Вильнюсского шествия были осуждены на 15 суток, в отношении нескольких возбуждены уголовные дела. Восемь участников были приговорены к лишению свободы, некоторых обвинили в антисоветской деятельности.
В отчете КГБ названы 44 участника вильнюсских событий, в том числе Йонас Дагис, профессор факультета естественных наук Вильнюсского университета, который снял шляпу во время исполнения гимна Литвы и отдал дань уважения. Через пару дней начались поиски студентов, участвовавших в шествии, проводились опросы, поведение обсуждалось на советах вузов. Было опрошено около 150 студентов, большинство из них были отчислены из вузов. По словам профессора Ванды Заборскайте, из Вильнюсского университета было предложено отчислить около 130 студентов (по другим данным, только 20), из них было отчислено около 100. Благодаря ректору Вильнюсского университета Юозас Булавас, были исключены не все студенты, участвовавшие в событиях в Вильнюсе. По приказу ректора на территорию вуза было запрещено допускать сотрудников КГБ. Через год сам Булавас был снят с должности ректора.

### Реакция правительства
В декабре 1956 года первый секретарь ЦК Коммунистической партии Литвы Антанас Снечкус упомянул события в Каунасе и Вильнюсе на пленуме ЦК Коммунистической партии, признав их причиной Венгерскую революцию. В своем выступлении Снечкус призвал к усилению идейного воспитания молодежи.
Старое кладбище Каунаса как возможный очаг дальнейших беспорядков было упразднено в 1959 году. На его месте основан Парк Мира.

### Реакция на Западе
Западная пресса и радиостанции сообщали о событиях. 12 декабря статью о событиях опубликовала The New York Times. 8 февраля 1957 года в эфире радиопередачи «Голос Америки» рассказывалось о поступившем в редакцию письме из Литвы, в котором сообщалось о происшествии 2 ноября.

### События более поздних лет
Подобные протесты прошли в Вильнюсе в ноябре 1957 года.